# Grodparken

Grodparken är en park i centrala Kalix som ligger längs med Köpmannagatan. Parken anlades på 1940-talet.  Parken har haft några olika namn genom åren och kallats bland annat för Parken eller Vattenparken. Idag kallas den för Grodparken efter de konstverk föreställande grodor som sprutar vatten där sommartid. Vid parken finns även en lekplats, byggd år 2013 när parken upprustades.  Parken är cirka 4 000 m². 

## Evenemang i Grodparken
I Grodparken har det brukats anordna allsång. Ortens julskyltning har också brukat ha vissa aktiviteter vid Grodparken. När evenemanget Kalix vinterdag anordnades 2012 hölls ett renrace med start vid Grodparken där de båda dåvarande kommunalråden tävlade samt att Sverige och Finland tävlade mot varann bestående av lokala musiker från respektive land.  Studentbalen brukar varje år utgå från Grodparken och tåga längs med Köpmannagatan via Strandgatan ner till Hotell Valhall. 

## Historik
Parken ligger nära Lejonsgatan i Kalix, och i den övre delen av parken har det funnits tre fontäner med en lejonskulptur placerad på fontänen. När lejonen togs bort är oklart. Under den tid som det var Kalixveckan skedde det ofta aktiviteter under Hemvändardagen. Innan parken kom till förekom det höbärgning (slåtter) på platsen. 

### Gatugrill
Intill parken fanns tidigare ett gatukök och en stor parkering, tidigare kallad Konsumparkeringen då Konsums affär var belägen mittemot Grodparken. Gatuköket revs sommaren 2012 när ett hyreshus skulle uppföras invid parken. Beslutet att bygga hyreshuset blev överklagat men fick avslag, och hyreshuset byggdes och blev klart hösten 2013. 
Innan gatugrillen fanns var det bara en kiosk vid parken. Det var först senare efter att Ronnies Gatugrill, som tidigare stod på det gamla busstorget i Kalix skulle avyttras, som det blev en hamburgerbar vid parken med ny ägare. 2011 öppnades 11:ans gatukök där. Efter att byggnaden revs fick gatuköket nya lokaler intill Kalix busstation. 